# 1167
1167 (MCLXVII) fue un año común comenzado en domingo del calendario juliano. 

## Nacimientos
- Gengis Kan, Fundador del Imperio mongol.

## Fallecimientos
- 12 de abril - Carlos VII, rey de Suecia.
- Abraham ben Meir ibn Ezra, escritor judío.